# マリア・クリーゲル
マリア・クリーゲル（Maria Kliegel, 1952年 - ）は、ドイツ出身のチェロ奏者。

## 経歴
ドイツ中西部ヘッセン州のディレンブルク生まれ。10歳でチェロを始める。後にアメリカに渡り、インディアナ大学にてヤーノシュ・シュタルケルに師事。1981年、ロストロポーヴィチ国際コンクールでグランプリを受賞、ムスティスラフ・ロストロポーヴィチ本人の指揮でスイス、アメリカ、フランスなどを回る大規模なコンサート・ツアーを行う。
録音活動にも力を入れており、1990年に入れたアルフレート・シュニトケの《チェロ協奏曲第1番》の録音は、作曲家本人から「スタンダードとなる演奏」と賞賛された。このほかにも廉価盤レーベルのナクソスに多数の録音があり、バッハから現代音楽までレパートリーは広範囲にわたっている。クリーゲル自身の発案によるドイツの作曲家ヴィルヘルム・カイザー＝リンデマンの新作《ネルソン・Mへのオマージュ》（チェロと打楽器のための）はネルソン・マンデラ本人の目にとまり、招聘されて私的な演奏会を開いている。
一方、1986年からケルン音楽大学にてマスタークラスを受け持つなど、後進の育成にも力を注いでいる。また、1998年には権威あるドイツ音楽評議会（Deutscher Musikrat）の評議委員に選出されており、翌年にはノルトライン＝ヴェストファーレン州功労勲章を受章している。
2001年からは、ヴァイオリニストのイーダ・ビーラー、ピアニストのニーナ・ティックマンと、女性演奏家のみによるジリオン・トリオ（Xyrion Trio）を結成、来日公演も行っている。
使用楽器は、フランスを代表するチェリスト、モーリス・ジャンドロンが30年以上にわたって使用していた1693年製のストラディヴァリウス「エクス・ジャンドロン」。